# Karl-Heinz Marsell
Karl-Heinz Marsell (Dortmund, 1 d'agost de 1936 - Ídem, 23 de setembre de 1996) fou un ciclista alemany, professional des del 1955 fins al 1966. Va combinar tant el ciclisme en pista com en ruta. L'any 1961 es proclamà Campió del món de mig fons.

## Palmarès en pista
- 1955
  - Campió d'Europa de mig fons
- 1957
  - Campió d'Europa de mig fons
- 1960
  - Campió d'Europa de mig fons
  -  Campió d'Alemanya en mig fons
- 1961
  -  Campió del món en mig fons
  -  Campió d'Alemanya en mig fons
- 1963
  -  Campió d'Alemanya en mig fons